# Alois Niederalt
Alois Niederalt, né le 10 avril 1911 à Niedermurach et décédé le 16 juillet 2004 à Munich, est un homme politique ouest-allemand, membre de l'Union chrétienne-sociale en Bavière (CSU).
Il est nommé ministre fédéral des Affaires du Bundesrat en 1962, dans le dernier gouvernement de Konrad Adenauer. Reconduit l'année suivante, il quitte le cabinet en 1966 et la vie politique trois ans plus tard.

## Formation et carrière
Il passe son Abitur en 1930 puis suit des études supérieures de droit et de sciences politiques à l'université Louis-et-Maximilien de Munich. Il y obtient son premier diplôme juridique d'État en 1935, et obtient le second quatre ans plus tard. Il devient alors haut fonctionnaire à la préfecture de l'arrondissement de Wolfratshausen, puis se voit promu administrateur gouvernemental. Il prend alors la tête de la direction des services préfectoraux dans la ville de Bad Reichenhall.
Il sert dans la Wehrmacht de 1942 à 1945, puis retrouve un poste d'administrateur gouvernemental à Traunstein en 1947. Deux ans plus tard, il est nommé adjoint au chef de la délégation permanente du Land de Bavière auprès du gouvernement fédéral à Bonn et occupe ce poste jusqu'en 1953.

## Vie politique
Il adhère à l'Union chrétienne-sociale en Bavière (CSU) en 1953, année de sa première élection au Bundestag. Nommé vice-président du groupement provincial de la CSU en 1961, Alois Niederalt est désigné ministre fédéral des Affaires du Bundesrat et des Länder le 13 décembre 1962, lors du remaniement ministériel consécutif à l'affaire du Spiegel. Il est maintenu en fonction l'année suivante, quand Ludwig Erhard remplace Konrad Adenauer au poste de chancelier. À cette même période, il devient représentant du gouvernement au conseil des sages du Bundestag, qui définit l'ordre du jour de l'assemblée.
Il quitte le gouvernement le 30 novembre 1966, à la suite de l'éclatement de la coalition avec les libéraux et juste avant la formation d'une alliance avec les sociaux-démocrates. Il continue de siéger comme député fédéral jusqu'à la fin de son mandat, en 1969, puis se retire de la vie politique.